# Championnats du monde de cyclisme urbain 2022
Navigation
2021 2023
Les Championnats du monde de cyclisme urbain 2022 sont la 5e édition de ces championnats, organisés par l'Union cycliste internationale (UCI) et rassemblant trois disciplines : le trial, le BMX Freestyle Park et le BMX Freestyle Flatland. Ils ont lieu à Abou Dabi, aux Émirats arabes unis, du 9 au 13 novembre 2022,.

## Podiums

### Trial
| Épreuves                  | Or                                                                       | Argent                                                                             | Bronze                                                                              |
| ------------------------- | ------------------------------------------------------------------------ | ---------------------------------------------------------------------------------- | ----------------------------------------------------------------------------------- |
| Hommes 20 pouces          | Eloi Palau                                                               | Alejandro Montalvo                                                                 | Borja Conejos                                                                       |
| Hommes 26 pouces          | Jack Carthy                                                              | Daniel Barón                                                                       | Oliver Widmann                                                                      |
| Femmes                    | Nina Reichenbach                                                         | Vera Barón                                                                         | Hilda Andersson                                                                     |
| Hommes, juniors 20 pouces | Robin Berchiatti                                                         | Nil Benítez                                                                        | Niilo Stenvall                                                                      |
| Hommes, juniors 26 pouces | Daniel Garrues                                                           | Daniel Cegarra                                                                     | Titouan Corre                                                                       |
| Par équipes               | Espagne Nil Benítez Daniel Cegarra Daniel Barón Borja Conejos Vera Barón | France Vincent Hermance Robin Berchiatti Louis Grillon Pierre Chasseuil Nina Vabre | Allemagne Oliver Widmann Dominik Oswald Jan Welte Nina Reichenbach Lennart Höchster |

### BMX freestyle Park
| Épreuves | Or             | Argent          | Bronze           |
| -------- | -------------- | --------------- | ---------------- |
| Hommes   | Rim Nakamura   | Justin Dowell   | Anthony Jeanjean |
| Femmes   | Hannah Roberts | Nikita Ducarroz | Iveta Miculyčová |

### BMX freestyle Flatland
| Épreuves | Or            | Argent      | Bronze          |
| -------- | ------------- | ----------- | --------------- |
| Hommes   | Moto Sasaki   | Masato Ito  | Kio Hayakawa    |
| Femmes   | Aude Cassagne | Julia Preuß | Kirara Nakagawa |

## Tableau des médailles
| Rang  | Nation          | Or | Argent | Bronze | Total |
| ----- | --------------- | -- | ------ | ------ | ----- |
| 1     | Espagne         | 3  | 5      | 1      | 9     |
| 2     | France          | 2  | 1      | 2      | 5     |
| 2     | Japon           | 2  | 1      | 2      | 5     |
| 4     | Allemagne       | 1  | 1      | 2      | 4     |
| 5     | États-Unis      | 1  | 1      | 0      | 2     |
| 6     | Grande-Bretagne | 1  | 0      | 0      | 1     |
| 7     | Suisse          | 0  | 1      | 0      | 1     |
| 8     | Finlande        | 0  | 0      | 1      | 1     |
| 8     | Suède           | 0  | 0      | 1      | 1     |
| 8     | Tchéquie        | 0  | 0      | 1      | 1     |
| Total | Total           | 10 | 10     | 10     | 30    |